# Neuilly-en-Vexin
Neuilly-en-Vexin ist eine französische Gemeinde mit 238 Einwohnern (Stand 1. Januar 2022) im Département Val-d’Oise der Region Île-de-France; sie gehört zum Arrondissement Pontoise und zum Kanton Pontoise. Die Einwohner nennen sich Néoviciens bzw. Néoviciennes.

## Geographie
Die Gemeinde Neuilly-en-Vexin befindet sich 43 Kilometer nördlich von Paris. Sie liegt im Regionalen Naturpark Vexin français.
Nachbargemeinden von Neuilly-en-Vexin sind Chavençon im Nordosten, Le Heaulme und Haravilliers im Osten, Marines im Süden, Chars im Westen sowie Lavilletertre im Nordwesten.

## Geschichte
Die Geschichte von Neuilly-en-Vexin ist sehr eng mit der Geschichte des drei Kilometer entfernten Ortes Marines verbunden, denn bis zum 2. Dezember 1880 bildeten beide Orte zusammen die Gemeinde Neuilly-Marines. Über Jahrhunderte gehörten beide Orte der gleichen Seugnerie an.

## Bevölkerungsentwicklung
| Jahr      | 1962 | 1968 | 1975 | 1982 | 1990 | 1999 | 2006 | 2017 | 2019 |
| Einwohner | 142  | 132  | 143  | 178  | 183  | 210  | 210  | 208  | 220  |

## Sehenswürdigkeiten

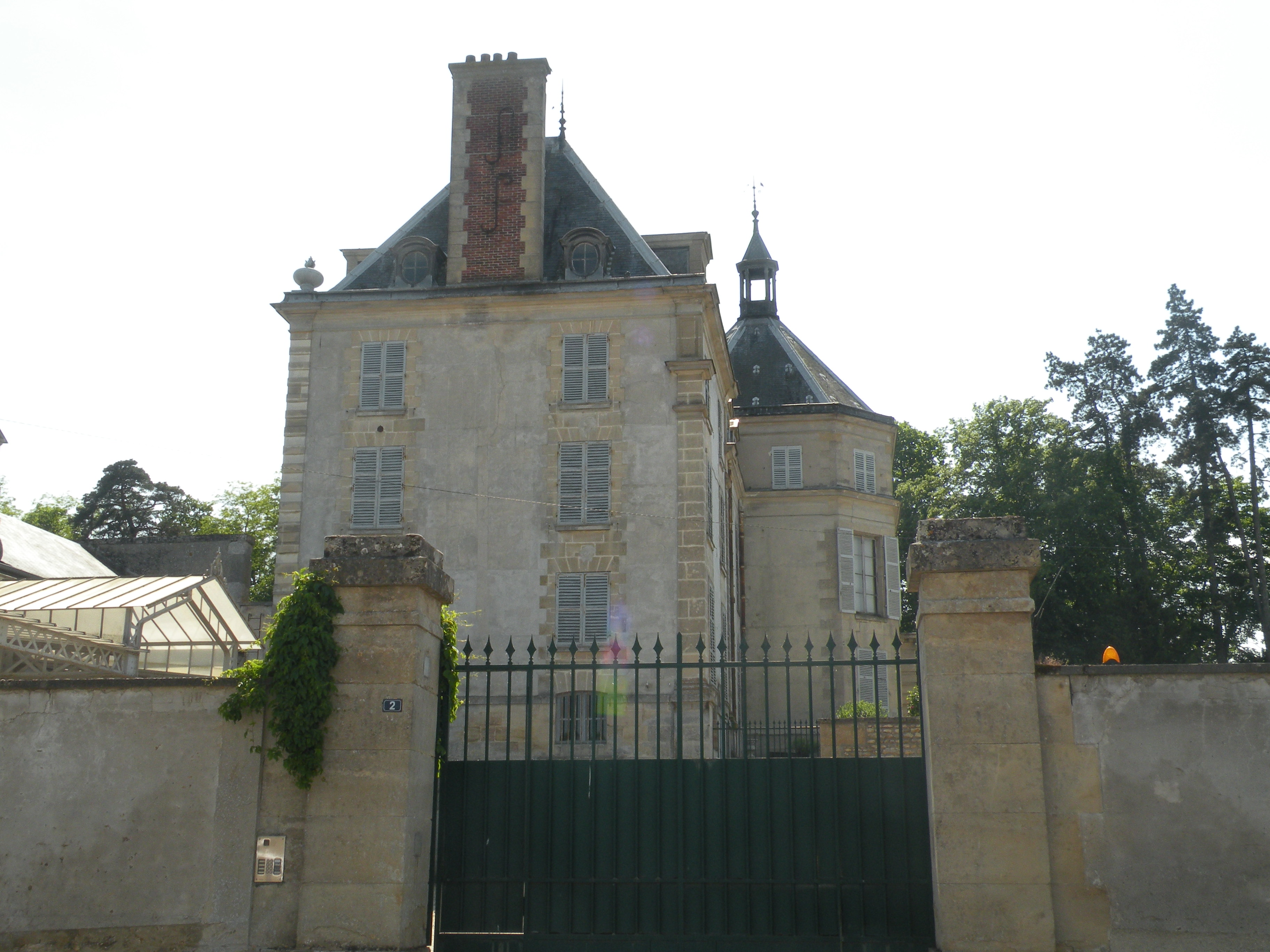
Schloss von Neuilly-en-Vexin

- Kirche Saint-Denis, erste Erwähnung im Jahr 1118 und größere Umbauarbeiten im 19. Jahrhundert
- Schloss aus dem 17. Jahrhundert